# Center (North Dakota)
 For alternative betydninger, se Center. (Se også artikler, som begynder med Center)
Center er en amerikansk by og administrativt centrum for det amerikanske county Oliver County i staten North Dakota. I 2000 havde byen et indbyggertal på 678.

## Ekstern henvisning
- Centers hjemmeside (engelsk)

47°06′54″N 101°18′01″V / 47.115°N 101.3003°V